# Jáider Riquett
Jaider Riquett (Riohacha, La Guajira, Colombia; 10 de mayo de 1990) es un futbolista colombiano. Juega de defensa y actualmente milita en el Once Caldas de la Categoría Primera A colombiana.

## Clubes
| Club                     | País     | Año           |
| ------------------------ | -------- | ------------- |
| Universitario de Popayán | Colombia | 2011 - 2013   |
| Deportes Quindío         | Colombia | 2014 - 2017   |
| La Equidad               | Colombia | 2017 - 2020   |
| Deportes Quindío         | Colombia | 2020          |
| Alianza Petrolera        | Colombia | 2021          |
| Once Caldas              | Colombia | 2022 - Actual |